# Дедаліон
Дедаліон (грец. Δαιδαλίων) — батько Хіони, яка проголосила себе вродливішою від Артеміди, за що богиня вмертвила її; з туги за дочкою Д. кинувся з вершини Парнасу. Аполлон змилосердився, і поки Д. летів з гори, обернув його на яструба.